# Xiang (Xia)
Xiang (chiń. 相) – 5. władca Chin z dynastii Xia, panujący w latach 2146–2119 p.n.e.